# Haapsalu staadion
Haapsalu staadion – wielofunkcyjny stadion w Haapsalu, w Estonii. Obiekt może pomieścić 896 widzów. Swoje spotkania rozgrywają na nim piłkarze klubu Läänemaa JK. Stadion był jedną z aren Mistrzostw Europy U-19 2012. Rozegrano na nim trzy spotkania fazy grupowej turnieju.